# The Pullman Bride
The Pullman Bride er en amerikansk stumfilm fra 1917 af Clarence G. Badger.

## Medvirkende
- Gloria Swanson
- Mack Swain som Rover Peabody
- Chester Conklin
- Laura La Varnie
- Tom Kennedy som Oklahoma Pete